# Асамбаев, Базарбай
Базарбай Асамбаев (каз. Базарбай Асамбаев, 1904 год, аул Чубар, Туркестанский край, Российская империя — дата и место смерти не известны, СССР) — колхозник, Герой Социалистического Труда (1948).

## Биография
Родился в 1904 году в ауле Чубар (сегодня — Ескельдинский район Алматинской области). В 1930 году вступил в колхоз «Жаналык», который позднее был переименован в колхоз имени XXII съезда КПСС. Участвовал в Великой Отечественной войне. С 1945 года по 1968 год был звеньевым свекловодческой бригады. Член КПСС с 1941 года.
В 1968 году вышел на пенсию.

## Трудовой подвиг
В 1947 году звено, руководимое Базарбаем Асамбаевым, собрало по 860 центнеров сахарной свеклы с общей площади и по 339 центнеров сахарной свеклы с участка площадью 19 гектаров. За этот доблестный труд Базарбай Асамбаве был удостоен в 1948 году звания Героя Социалистического Труда. В 1948 году звено Базарбая Асамбаева собрало на 3 гектарах по 826 центнеров сахарной свеклы, за что он был награждён вторым Орденом Ленина.

## Награды
- Герой Социалистического Труда — Указом Президиума Верховного Совета от 28 марта 1948 года.
- Орден Ленина (1948);
- Орден Ленина (1949);
- Медаль «За доблестный труд в Великой Отечественной войне 1941—1945 гг.».

## Источник
- Герои Социалистического труда по полеводству Казахской ССР. Алма-Ата. 1950. 412 стр.